# Eremomela
Az Eremomela a madarak osztályának verébalakúak (Passeriformes) rendjébe és a szuharbújófélék (Cisticolidae) családjába tartozó nem.

## Rendszerezés
A nembe az alábbi fajok tartoznak:
- Eremomela icteropygialis
- Eremomela salvadorii
- Eremomela flavicrissalis
- szürkefejű eremomela (Eremomela pusilla)
- Eremomela canescens
- Eremomela scotops
- Eremomela gregalis
- Eremomela usticollis
- Eremomela badiceps
- Eremomela turneri
- Eremomela atricollis